# Amphidelus coronatus
Amphidelus coronatus är en rundmaskart som beskrevs av Andrassy 1957. Amphidelus coronatus ingår i släktet Amphidelus och familjen Alaimidae. Inga underarter finns listade i Catalogue of Life.